# St. Laurentius (Lichtenstein)

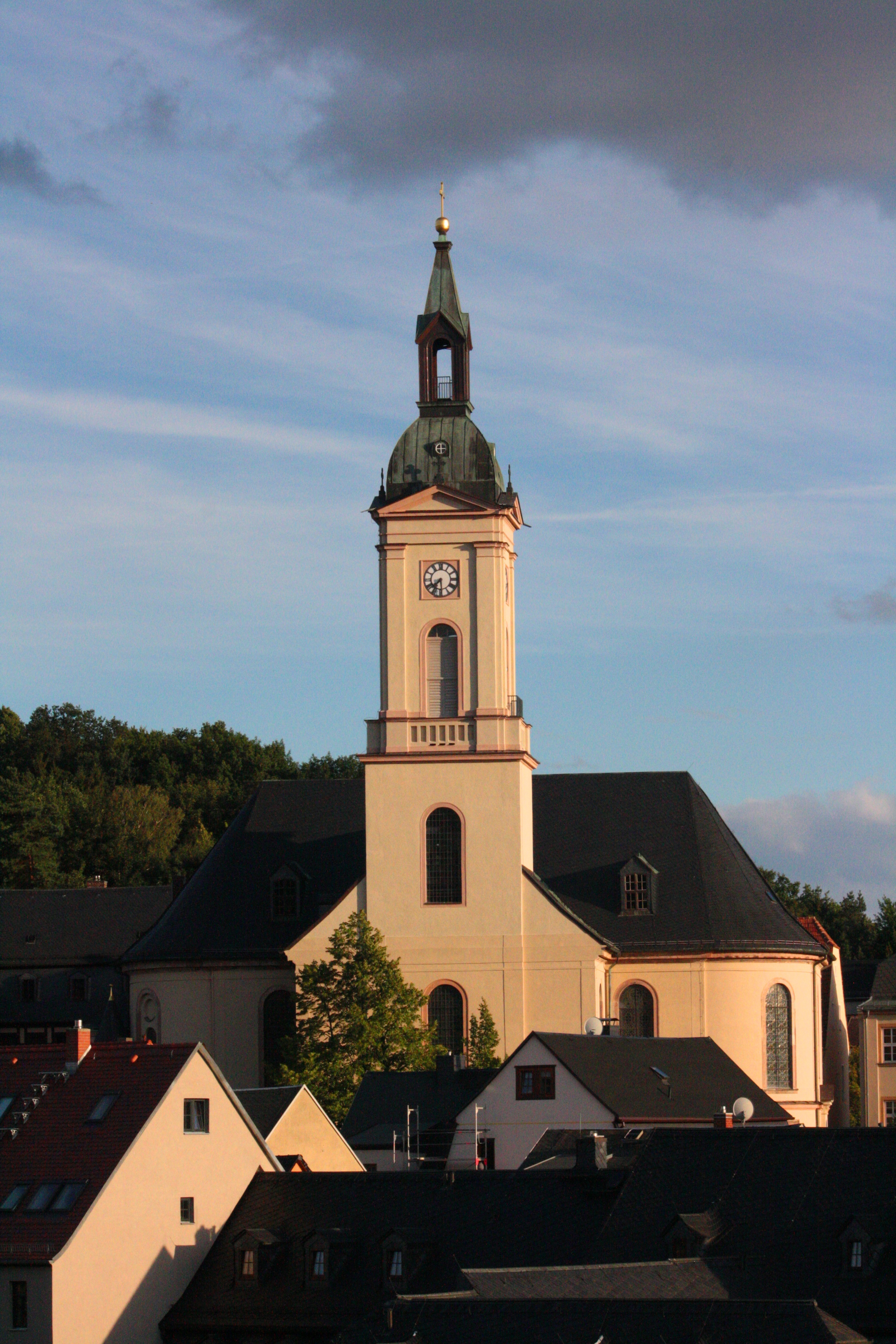
St. Laurentius Lichtenstein/Sa.

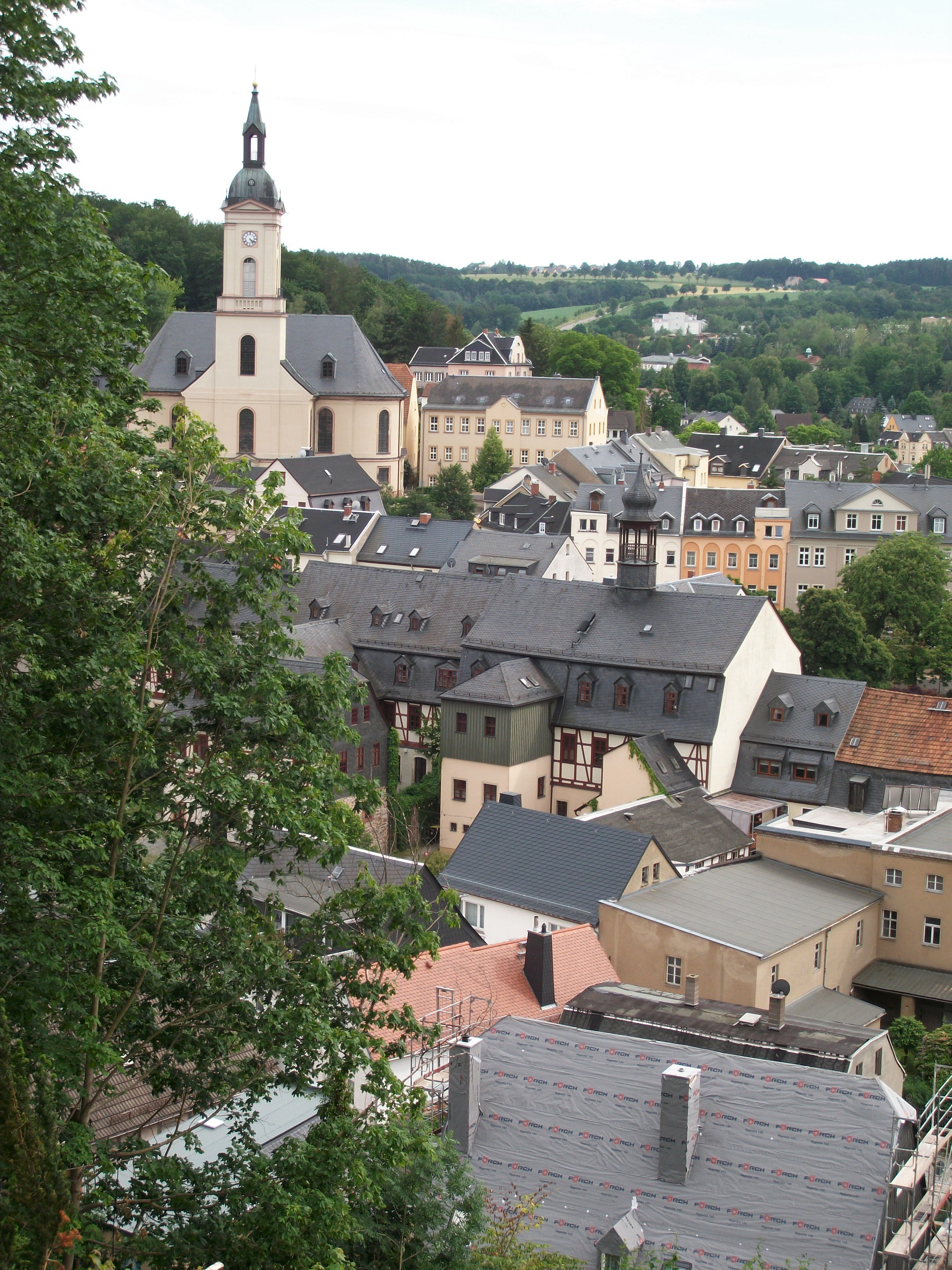
Lage der Kirche im Stadtbild

Die evangelische Kirche St. Laurentius ist eine Emporenhalle in Lichtenstein/Sa. im Landkreis Zwickau in Sachsen. Sie gehört zur Evangelischen Kirchengemeinde Lichtenstein im Kirchenbezirk Zwickau der Evangelisch-Lutherischen Landeskirche Sachsens.

## Geschichte und Architektur
Die strenge, mehr klassizistische als barocke Emporenhalle wurde in den Jahren 1781–86 durch den Lichtensteiner Baumeister Muhrhardt an Stelle eines beim Stadtbrand zerstörten Vorgängerbauwerks des 13. Jahrhunderts erbaut, der Turm wurde im Jahr 1865 angefügt, ein Umbau erfolgte durch Christoph Gottfried Schramm aus Dresden in den Jahren 1886/89. Restaurierungen wurden in den Jahren 1919, 1929 und 1986 vorgenommen. Das Bauwerk ist ein Putzbau mit Apsis und niedrigem Treppentürmchen von 1889, die Westseite ist ebenfalls abgerundet. Der hohe schlanke Nordturm ist mit Glockendach und Laterne abgeschlossen.
Die Pfeiler der Halle sind vom Erdboden bis zu den Emporen runde Steinsäulen mit quadratischen Kapitellen, vom Bodenniveau der Emporen bis an die Decke quadratische Holzpfeiler mit angedeuteten Kopfbügen. Unterhalb der Empore gibt es zwischen den erwähnten Hallenpfeilern dünnen Holzstützen, sodass hier ein Stützenwechsel besteht. Mittelschiff wie Seitenschiffe haben hölzerne Kassettendecken, vielleicht ein Zitat der Renaissance. Die Decken der Seitenschiffe liegen etwas niedriger als die des Mittelschiffs. 
Ein hoher Rundbogen verbindet das Mittelschiff mit der Apsis. In der Apsis sind farbige Glasfenster nach Entwürfen des Historienmalers Anton Dietrich von Bruno Urban mit Darstellungen der Weihnachts-, Oster- und Pfingstgeschichte eingesetzt.

## Ausstattung
Die einheitliche Ausstattung stammt aus dem späten 19. Jahrhundert aus der Werkstatt von Ernst Weißbach aus Dresden. Der hölzerne Altaraufsatz ist mit einem künstlerisch wertvollen Relief des Abendmahls versehen. Der Taufstein ist aus Sandstein, die hölzerne Kanzel wurde vom Bildhauer Paul F. Koch aus Dresden geschaffen.
Die Orgel mit prächtigem Prospekt eines Vorgängerinstruments von Johann David Schöttlich von 1790–94 ist ein Werk von Jehmlich aus dem Jahr 1903 mit 56 Registern auf drei Manualen und Pedal. Das Werk der Orgel wurde 1973, 1986 und 1995 überarbeitet.
Ein ehemaliges Altargemälde von Christian Leberecht Vogel von 1793 zeigt die Darstellung „Christus stellt den Jüngern ein Kind vor“.

## Friedhof
Die idyllische, sanft ansteigende Anlage mit altem Baumbestand liegt oberhalb vom Altmarkt und der Kirche. Die Parentationshalle ist ein schlichter, im Rundbogenstil errichteter Putzbau mit niedrigem Anbau des 19. Jahrhunderts. Die Friedhofskapelle ist ein Ziegelbau in neugotischen Formen mit offener Vorhalle, der mit Satteldach und achtseitigem Dachreiter abgeschlossen ist und 1895 durch die Familie Seydel aus Lichtenstein gestiftet wurde. Eine Gedenkstätte für die Gefallenen des Ersten Weltkriegs mit freistehendem Ambo ist oberhalb der Grabanlagen am südöstlichen Rand des Friedhofs gelegen. Die künstlerisch wertvolle Arbeit wurde in den Formen des Jugendstils von Max Kreul um 1910 geschaffen. Ein Grabmal für Christian Friedrich Böttger ist als beachtlicher klassizistischer Putzbau mit Satteldach und pilastergerahmter Sandsteinfassade mit der Jahreszahl 1804 gestaltet.